# Elia Petina

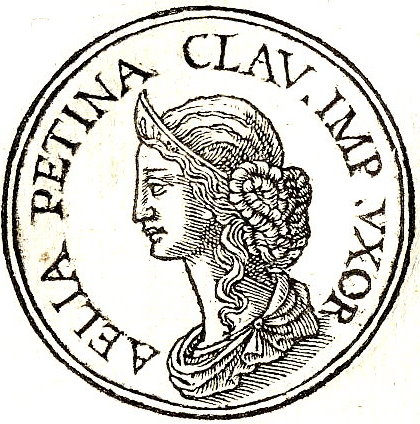
Medalla de Elia Petina en el Promptuarii iconum insigniorum de Guillaume Rouille (1553)

Elia Petina (en latín, Aelia Paetina) fue una dama romana del siglo I, segunda esposa del emperador Claudio.

## Familia
Petina fue hija del consular Sexto Elio Cato. De su matrimonio con Claudio, fue madre de Antonia.
El emperador Claudio la repudió para casarse con Mesalina. Cuando esta murió, los libertos del emperador le propusieron una candidata cada uno para volver a casarse, siendo Petina la seleccionada por Narciso. El liberto alegaba en su favor que ya estuvieron casados previamente y que respetaría a los hijos de Mesalina, no deseándoles ningún mal. Claudio escogió finalmente a Agripina la Menor, su sobrina.